# Banque Du Jardin
Pour les articles homonymes, voir Du Jardin.

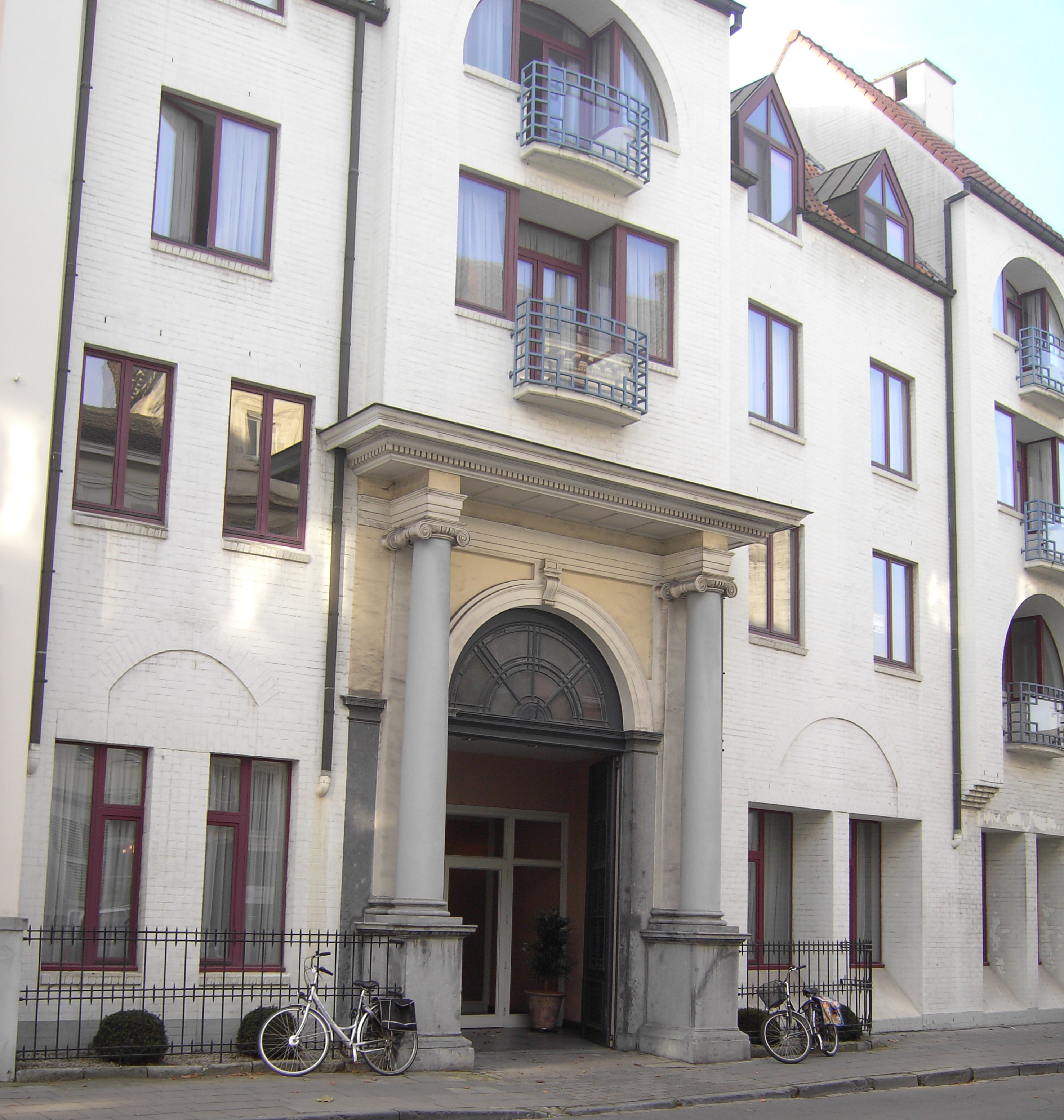
L'immeuble de la Banque Du Jardin, Garenmarkt 10 à Bruges. Porte d'entrée d'origine, le reste de la façade date de 1975.

La Banque Du Jardin  était une banque située à Bruges, en Belgique. La banque récoltait l’épargne dans la ville et la province, et réinvestissait dans des terres agricoles et dans ses propres projets industriels. Elle finançait également d’autres entreprises et d’importants travaux publics, principalement dans sa propre région, mais également en France. Elle doit sa renommée, entre autres, à sa faillite survenue en 1874.

## Origine
La famille Du Jardin était établie à Bruges depuis plusieurs générations. Jacques François Du Jardin, né à Bruges (Sainte-Walburge) le 18 septembre 1755, avait pour parents Henri Jacques Du Jardin et Anne Thérèse De Sante. Il se marie le 10 février 1784 avec Catherine Jacqueline Verhaeghe. Il était déjà actif comme agent de change et courtier avant la période française. Le décret du 29 fructidor an IX le confirma, ainsi que ses collègues Brunon Drubbele et Dominique van Wymelbeke dans leur fonction. En réalité, ils avaient une activité plus diversifiée : Du Jardin était souvent renseigné comme négociant et Van Wymelbeke dirigeait une compagnie d’assurances. Dans les registres de la population, Jacques Du Jardin était inscrit depuis environ 1801 comme courtier de change, établi dans la Rue du Vieux Bourg.
En 1808, Jacques François Du Jardin transmit ses activités professionnelles à son fils aîné, Jacques Guillaume. Il avait été actif comme juge suppléant au tribunal de commerce et comme conseiller de la Ville et des États Provinciaux. Il décéda à la Rue des Chartreuses, le 29 août 1826.

## Banquiers
La première mention d’un Du Jardin comme banquier date du 15 juin 1829, lorsque Jacques Guillaume mentionna cette profession lors du mariage de sa sœur Thérèse avec l’avocat Louis de Ridder. Il semble n'avoir exercé ce métier que peu de temps : en 1845, il est mentionné comme propriétaire, échevin des Finances de Bruges et membre du Conseil provincial
Son frère Félix fut mentionné comme banquier à partir de 1841. La direction de la banque passa alors de Jacques à Félix, qui, né le 9 novembre 1789, s'était marié le 29 mai 1816 avec Françoise Sabot.
Par mariages, la famille s'allia à d’autres familles brugeoises, tant catholiques que libérales, ayant pignon sur rue. Ainsi, Julie Du Jardin (1818 – 1875), fille de Jacques Guillaume, épousa le futur sénateur et bourgmestre de Bruges, Jules Boyaval (nl) (1814 – 1879). Augusta, fille de Félix épousa le comte Gustave de Mûelenaere, tandis que sa sœur Elisabeth épousait Edmond Van der Hofstadt.
Bien que catholique pratiquant et bienfaiteur d’œuvres catholiques, Félix était considéré comme un membre du parti libéral, en tant qu'ami de Paul Devaux.
En 1834, la famille acheta l'« hôtel de Cuba », qui avait été la résidence de Jean de Witte, évêque de Santiago de Cuba au XVIe siècle. Cette demeure fut également appelée Cour de Furnes. Elle y ajouta les jardins de l’ancienne abbaye de l'Eeckhoute et aménagea l'ensemble comme sa résidence et siège de la banque. L’axe rue aux Laines–rue Eeckhout était à l’époque un important quartier d’affaires dans la ville

## Transmission de Félix à Jules Du Jardin
Félix Du Jardin décéda le 18 septembre 1849. La lettre de faire-part envoyée à la clientèle indiquait que la banque existait depuis 50 ans et que le fils, Jules Du Jardin, avait travaillé 10 ans avec son père.
La veuve, Françoise Du Jardin-Sabot, poursuivit l’entreprise avec ses fils Jules, Edmond et Léon, qui à sa mort le 8 juin 1859, demeurèrent les seuls propriétaires. Les autres enfants (Élisabeth, Augusta et Félix, qui devint prêtre) reçurent leur héritage par paiement de leur part dans l’affaire familiale.
Edmond était malade, et n’était pas en état de s’investir dans la gestion de la banque. Léon emprunta d'autres voies et devint, entre autres, bourgmestre de Blankenberge. Il resta cependant copropriétaire, car lors de la faillite de la banque, tous ses biens furent également saisis et vendus.
Dans la pratique, le seul gérant demeura Jules Du Jardin. Né le 3 octobre 1822, il se maria avec sa cousine germaine, Louise de Ridder (1830 – 1908), fille du parlementaire libéral Louis de Ridder.   
La banque traversa les années de crise vers 1850 sans problème. Une annonce officielle parue en 1874, qui mentionnait deux banques brugeoises comme seules accréditées pour le paiement de la rente sur les obligations de l’État belge : Félix Du Jardin et Edm. Van der Hofstadt, témoigne de la bonne réputation qu'avait la banque à l'époque.

## Dépôts reçus
Entre 1859 et 1873, le montant des investissements en bons de caisse à la banque monta de 7,8 à 20,25 millions de francs. En outre, la banque disposait de 2 à 4 millions de francs en comptes courants. Les dépositaires venaient de toute la province, ainsi que des provinces voisines de Zélande et de Flandre-Orientale.

## Réinvestissements
La Banque Du Jardin n’était pas une société anonyme, mais appartenait en propre aux Du Jardin. Il ne pouvait dès lors pas être fait de distinction entre les biens de la famille et ceux de la banque.
Une partie des dépôts était réinvestie en terres agricoles ou boisées. Les registres cadastraux mentionnent des propriétés à Assebroek et à Beernem. Selon le registre immobilier de la banque elles furent acquises en grande partie entre 1830 et 1850. Le château Reigerlo à Beernem, avait été construit sur ordre de Félix Du Jardin, mais fut vendu en 1860.
La banque avait investi dans différentes industries et possédait une filature de laine dans la Rue des Corroyeurs Blancs et une filature de coton à Assebroek, à la sortie de la porte de Gand. Du Jardin était connu comme un employeur progressiste, notamment par ses aménagements sociaux en faveur des travailleurs de ses industries.
La banque possédait une autre filature à Dunkerque. Des crédits étaient octroyés à l’industrie locale et aussi à quelques grands projets (entre autres, le chemin de fer Bruges-Eeklo, le canal de la Lys-Yperlée, une mine de charbon et des chemins de fer en France).
Par dons ou par prêts, la famille Du Jardin finança la construction de l’église de la Madeleine à Bruges, et l’agrandissement de l’église de Ver-Assebroek.

## Faillite et tentatives de sauvetage
La masse de documents concernant la banque ont été insuffisamment étudiées pour déterminer avec certitude les causes de la faillite. Une sous-capitalisation due au dédommagement des frères et sœurs, un taux d’intérêt sur les bons de caisse trop élevé (4 pour cent), et la générosité de Jules Du Jardin auront sans doute joué un rôle. Cependant, quelques investissements déficitaires à l’étranger furent sans doute décisifs.
Jules Du Jardin fit savoir à ses clients le 1er octobre 1874 que la banque serait mise en liquidation à partir du lendemain. Le 13 octobre, le bilan fut déposé au tribunal de commerce, avec une demande de délai de paiement. Bien qu’une majorité importante des créanciers fût prête à renoncer à une partie de sa créance, la Cour d’appel de Gand refusa d’approuver la demande. Le 10 décembre 1874, la faillite fut prononcée.
Le 13 juillet 1875, les curateurs présentèrent leur premier rapport aux 4 752 créanciers, sur l’état de la faillite. Une proposition de la part d’un consortium (en partie des ayants droit dans la construction du canal Lys-Yperlée) pour le remboursement immédiat de 27 pour cent de la créance, et la remise en marche de la banque, fut rejetée, ce qui signifia la fin définitive.

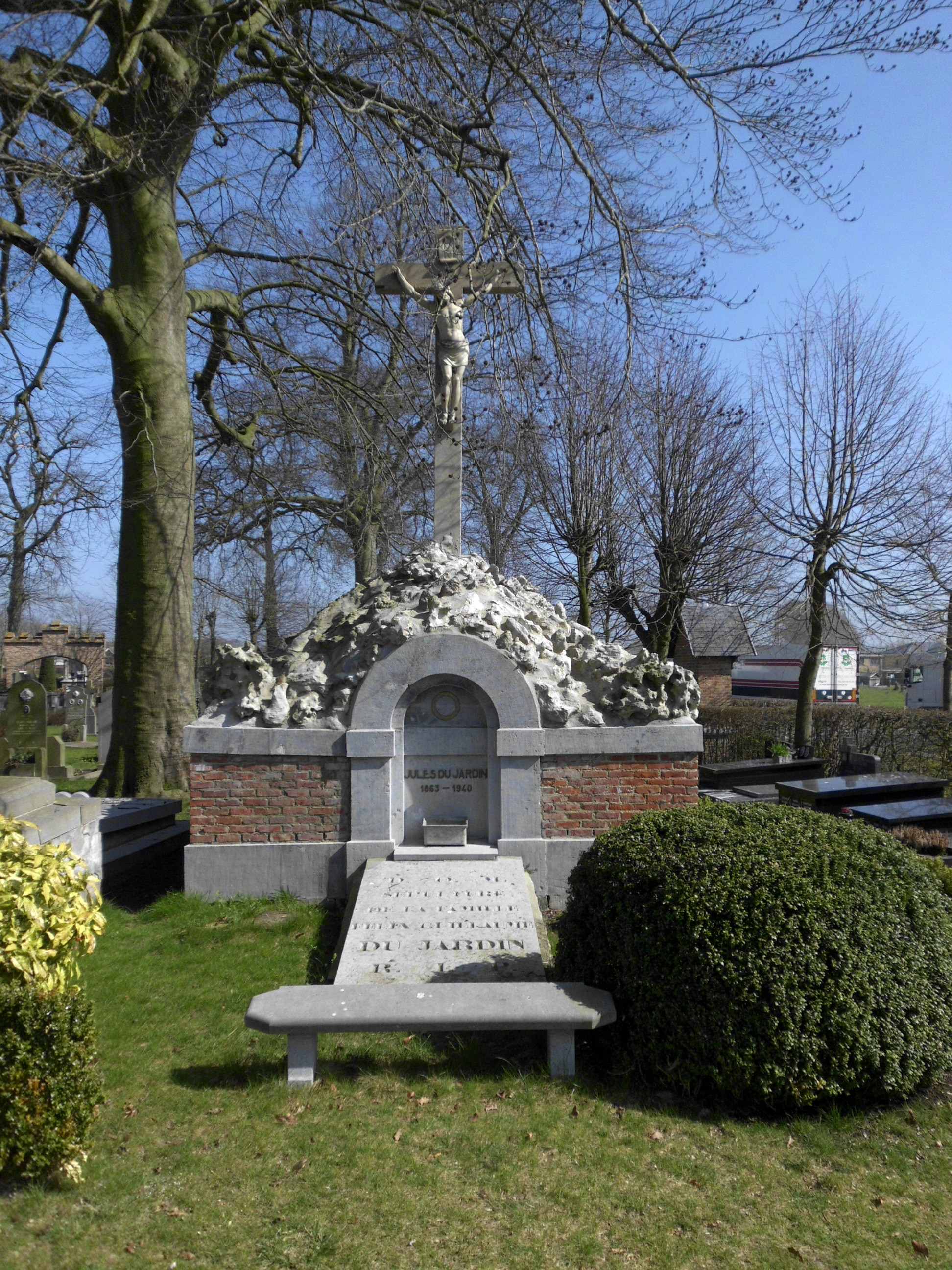
Tombe de la famille Du Jardin

## Règlement de la faillite
La faillite eut des conséquences. Quelques entreprises régionales qui dépendaient financièrement de la Banque Du Jardin firent faillite. L'insécurité provoquée eut pour conséquence que les propriétés furent vendues en dessous de leur valeur réelle. Toutefois, malgré les conditions défavorables, les curateurs réussirent à liquider avantageusement une partie des actifs. À la clôture de la faillite, en décembre 1894, les créanciers avaient récupéré près de 48 % de leur créance.
L’ensemble des biens immobiliers fut vendu. La maison Du Jardin au Marché au Fil fut acquise par la Congrégation religieuse des Dames de Saint-André, qui y établit une école et un pensionnat pour jeunes filles. À la fin du XXe siècle, l'immeuble fut en majeure partie détruit pour faire place à une maison de retraite, sous le nom de « Ten Eeckhoute ».
Jules Du Jardin mourut à Ixelles le 15 octobre 1896. Le caveau familial se trouve au cimetière de Ver-Assebroek, et a été restauré en 2006.

## Une faillite inéluctable?
Trop peu d'études ont été effectuées, malgré l'existence d'une documentation impressionnante conservée aux Archives de l'État, afin de pouvoir juger si la Banque Du Jardin eut pu être sauvée et pour quelles raisons il ne fut pas fait droit aux propositions qui furent faites en ce sens. À la lecture de la presse de l’époque, il semble évident que des motifs politiques ont dû jouer un rôle.
En réalité, la raison principale de la déconfiture est plutôt à chercher en dehors de Bruges et en dehors de la banque elle-même. 
Les années 1870 (guerre France-Allemagne) furent difficiles. De nombreuses institutions financières périclitèrent. La chute la plus spectaculaire fut celle du banquier « catholique » André Langrand-Dumonceau et de ses banques. Il entraîna une banque brugeoise dans sa chute, celle d’Hector Gilliodts. La faillite de la Banque Du Jardin n’était donc pas un fait isolé, et n’est pas principalement imputable à des causes internes.
Alfons Maertens, l'auteur de l'étude parue en 1948, le seul à avoir étudié la faillite de la Banque Du Jardin, s’est laissé influencer pour ses appréciations par les articles pessimistes publiés dans la presse locale à l’époque de la faillite. Certains organes présentaient la disparition de la Banque comme une catastrophe pour la ville et la région. Ces articles avaient plus à voir avec les divisions politiques de l'époque qu’avec la réalité. Des éléments tendent à démontrer au contraire que Bruges bénéficia du développement économique que l'ensemble de la Belgique connut à l'époque.
Bien qu’il n’existe pas d’études faisant la comparaison avec d’autres villes ou régions, il y a des éléments qui tendent à le démontrer :
- La stabilité du nombre de nécessiteux dans la population (autour de 12 000), sans augmentation à la suite de la faillite, et bientôt en diminution,
- La diminution rapide des mises en gage au Mont de Piété (autour de 30 000 gages en 1874-75 et environ 16 000 en 1881),
- La croissance économique de la classe moyenne dans la ville, dont témoigne le nombre croissant de nouveaux commerces et de la publicité que ceux-ci faisaient, par exemple, au moyen de leurs enseignes,
- La création de nouvelles industries, comme l’imprimerie Desclée de Brouwer, Gaz et Électricité Desclée, etc.
- La floraison de nombreux ateliers d’art (verrerie, statues, meubles, imprimeries…), créés ou développés sous l’influence du mouvement néo-gothique, ainsi que d'entreprises de travaux publics (une entreprise brugeoise, De Vestel - De Lille, se chargea de l'énorme chantier de la construction du palais de justice à Bruxelles).
- Le dynamisme de la population, et entre autres des dirigeants de mouvements associatifs, qui conduisit à la construction d’un nouveau port, objectif atteint en moins de vingt ans,
- Les syndicats qui, à partir du début des années 1880, ont commencé à être actifs au sein de métiers très variés[9].

## Quelques victimes de la faillite
- De par la faillite, un nombre de Brugeois perdit ses épargnes, et quelques entreprises firent faillite.
- La commission Breydel, qui avait confié à la banque l'argent récolté pour l’érection d’une statue de Jan Breydel et Pieter de Coninck, se trouva dans la nécessité de recommencer à zéro. Ce n'est que treize années plus tard, en 1887, que l'inauguration de la statue put avoir lieu[10].
- La faillite joua un rôle dans les élections communales de 1875, où les libéraux perdirent au profit des catholiques. Il faut toutefois mentionner qu'il s'agissait d'une tendance générale, qui se manifestait dans la majorité des villes belges, et qui se produisit aussi aux élections législatives et aux élections du conseil provincial. En ce qui concerne la ville et l’arrondissement de Bruges, la tendance s'annonçait déjà aux législatives de 1870, et aux provinciales et communales de 1872. La faillite Du Jardin a donc joué ici un rôle marginal. Jules Boyaval-Du Jardin, parent des Du Jardin, a encore été réélu sénateur en 1878[11][réf. nécessaire].
- La brasserie Halve Maan fut la victime de la faillite et fut vendue publiquement en 1874. À l’intervention de membres aisés de la famille, elle revint ensuite à la famille Maes[12].

## Sources
- (nl) Cet article est partiellement ou en totalité issu de l’article de Wikipédia en néerlandais intitulé « Bank Du Jardin » (voir la liste des auteurs).

#### Archives
- Archives de l'État à Bruges, Archives de la faillite Du Jardin (60 mètres courants de dossiers).
- Archives de l'État à Bruges, Archives van Renynghe de Voxvrie (Du Jardin, période 1810-1843).

#### Ouvrages
- Alfons Maertens, Leven en dood van een bank in de XIXe eeuw. Een bijdrage tot de studie van het economisch verval en herleven van Brugge en omstreken in de tweede helft van de XIXe eeuw, toen Brugge een financieel centrum was door toedoen der Bank Dujardin, Bruges, Uitgeverij D. Walleyn, 1948
- Lucien Van Acker, Het ontstaan van de Bank du Jardin te Brugge, Biekorf, 1955, p. 231–237
- Romain Van Eenoo, Een bijdrage tot de geschiedenis der arbeidersbeweging te Brugge (1864-1914), Louvain-Paris, 1959
- Guillaume Jacquemyns, Langrand-Dumonceau, promoteur d'une puissance financière catholique, 5 volumes, Bruxelles, 1960-1965
- Romain Van Eenoo, Partijvorming en politieke strekkingen bij de cijnskiezers te Brugge (1830-1893), Doctoraatsverhadenling (onuitgegeven), Universiteit Gent, 1968
- Luc Schepens, De provincieraad van West-Vlaanderen, 1836-1921, Tielt, 1976
- Andries Van Den Abeele, Ik kom u te vragen een uytsteekbart, Bruges, 1983
- André Vanhoutryve, Jan Breydel en Pieter de Coninc, Bruges, 1987
- Jan D'Hondt, Felix Dujardin, een 19de-eeuwse Brugse bankier en zijn onroerend bezit in Assebroek, Arsbroec, 1995.
- Catharina D'Hooghe, Het Sint-Andreasdomein te Brugge en zijn bewoners, Uitg. Marc Van de Wiele, Bruges, 1996.
- Koen Rotsaert, Felix Dujardin, de onfortuinlijke bankierszoon, Brugs Ommeland, 1997, p. 7–21
- Jan D’Hondt, De iconografie van de katoenspinnerij Dujardin (1848-1874), Brugs Ommeland, 1998, p. 262–275
- Andries Van Den Abeele, Enkele overwegingen over de stand van onze kennis van de geschiedenis van Brugge in de 19de eeuw, Kontaktblad Gidsenbond, 2002
- J. A. Rau, Een eeuw Brugge, Bruges, 2002